# Фендер, Сэм
Сэмюэл Томас Фендер (англ. Samuel Thomas Fender; род. 25 апреля 1994, Норт Шилдс) — британский автор-исполнитель. Номинант на награду Sound of BBC в 2018 году. и победитель Brit Awards 2019 в номинации «Выбор критиков».

## Биография
Сэм Фендер родился и вырос в городке Норт Шилдс на северо-востоке Англии. Сэм родом из музыкальной семьи. Его отец Алан и брат Лиам являются авторами-исполнителями. В 2010 году, певца заметил менеджер Бена Ховарда, когда первый пел в местном пабе. В 2018 году, Сэм Фендер подписал контракт с Polydor Records и выпустил мини-альбом «Dead Boys». Его дебютный сингл «Play God» попал в видеоигру FIFA 19. 13 сентября 2019 года, Сэм выпустил свой первый альбом «Hypersonic Missiles», который дебютировал с первой позиции UK Albums Chart. Перед его выпуском, он опубликовал три сингла: «Hypersonic Missiles», «Will We Talk?» и «The Borders».